# کیلیمان
کیلیمان (به مجاری:  Kilimán) یک منطقهٔ مسکونی در مجارستان است که در زالا واقع شده‌است.